# Kino Hvězda (Uherské Hradiště)
Kino Hvězda v Uherském Hradišti je jednosálové kino, které je součástí kulturní nabídky města Uherské Hradiště.

## Historie kina
Přestože počátky filmového promítání v Uherském Hradišti sahají až do roku 1915, první stále kino s názvem kino Mír bylo zbudováno až v roce 1954. Současné kino Hvězda bylo postaveno v letech 1965–1968 uprostřed Smetanových sadů jako kombinace kina a krytu protiletecké obrany. První promítání proběhlo 6. října 1967, kdy byla uvedena Marketa Lazarová Františka Vláčila.

## Současnost
Od 80. let je díky působení dlouholetého ředitele Jiřího Králíka centrem konání Letní filmové školy v Uherském Hradišti. Kino spravuje příspěvková organizace Městská kina Uherské Hradiště, jejímž ředitelem je od roku 2008 Josef Korvas. V lednu 2006 se kino stává součástí evropské sítě kin Europa Cinemas. V roce 2011 proběhla rekonstrukce kinosálu včetně výměny sedaček. V kině jsou pořádány rozmanité kulturní a vzdělávací aktivity, v minulosti také kino hostilo Seminář britského filmu (později pod názvem UK/UH přivital v roce 2017 například s tematikou severoirského konfliktu hosta Terri Hooleyho) nebo Seminář archivního filmu.

## Zajímavosti
- Architektonická podoba kina včetně funkce protileteckého krytu je identická s prostějovským kinem Metro 70.[3]